# Пеляк Петро Іванович
Петро Іванович Пеляк (15 листопада 1950, с. Вікторівка, Тернопільська область — 22 січня 2022, с. Вікторівка, Тернопільська область) — український господарник, меценат, громадський діяч.

## Життєпис
Петро Пеляк народився 15 листопада 1950 року в селі Вікторівці, нині Козівської громади Тернопільського району Тернопільської области України.
Закінчив Тернопільський фінансово-економічний інститут (1976, (нині — Західноукраїнський національний університет). Працював заступником головного бухгалтера (1972—1976), головним бухгалтером у колгоспі в рідному селі, начальником ревізійного відділу Козівського районного управління сільського господарства (1986), керівником фермерського господарства «Вікторія-92» (1992—2020, с. Вікторівка).
Делегат щорічних всеукраїнських з'їздів фермерів.

### ФГ «Вікторія-92»
Господарство обробляє 2000 га, орендує землі в сусідніх селах; вирощує озиму пшеницю, ріпак, кукурудзу, ярий ячмінь, сою.
З ініціативи Петра Пеляка і за кошти високорентабельного господарства зведено: виробничі об'єкти (пилорама, столярний цех, ангари, ремонтні майстерні, млин, склади), спортивний комплекс (команди з волейболу, футболу, великий і настільний теніс, армрестлінг та інші; спортсмени — учасники обласних і всеукраїнських змагань); надають матеріальну і грошову допомогу на встановлення пам'ятника на честь 60-річчя депортації українців з Польщі в с. Вікторівка; Збройним силам України, воїнам АТО, школі, Будинок культури, церкві, жителям похилого віку і самотнім.

## Нагороди
- звання «Кращий за професією» на Всеукраїнському огляді-конкурсі працівників АПК (1998),
- іменний годинник від Президента України (2003),
- заслужений працівник сільського господарства України (2006)[4][5],
- ювілейна медаль «1025 років Хрещення Київської Русі» (2013),
- лауреат конкурсу «Людина року-2015» (Тернопільщина)[6],
- орден «За розбудову України» (2015)[7],
- орден святого рівноапостольного князя Володимира Великого III (2016) та II (2017) ступенів.
- медаль «За гідність та патріотизм» (2016),
- ювілейна медаль «25 років незалежності України» (2016),
- орден «За волонтерську діяльність» (2017),
- почесна грамота Федерації футболу України (2018).